# Vinon-sur-Verdon
Vinon-sur-Verdon é uma comuna francesa na região administrativa da Provença-Alpes-Costa Azul, no departamento de Var. Estende-se por uma área de 36,00 km². Em 2010 a comuna tinha 4 330 habitantes (densidade: 120,3 hab./km²).